# Alexandra Šulcová-Kučerová
Alexandra Šulcová-Kučerová (* 18. srpna 1945 Londýn) je česká farmakoložka.

## Vzdělání a kariéra
V letech 1964–1970 vystudovala Lékařskou fakultu Univerzity J. E. Purkyně (nynější Masarykovy univerzity) v Brně. Roku 1979 získala titul CSc., po sametové revoluci v roce 1990 se stala docentkou pro obor farmakologie a roku 1993 byla jmenována profesorkou.
Po promoci v roce 1970 nastoupila na svoji alma mater Lékařskou fakultu (LF MU). V letech 1990–2011 vedla Farmakologický ústav LF MU jako přednostka. Poté začala vést výzkumnou skupinu Experimentální a aplikovaná neuropsychofarmakologie Středoevropského technologického institutu CEITEC při Masarykově univerzitě.

## Ocenění
V roce 2013 získala Cenu Milady Paulové ministerstva školství za vědeckou práci v oblasti experimentální a klinické farmakologie a toxikologie. V lednu 2022 obdržela Cenu města Brna v oblasti lékařských věd a farmacie.